# DPPA5
DPPA5 (англ. Developmental pluripotency associated 5) – білок, який кодується однойменним геном, розташованим у людей на 6-й хромосомі. Довжина поліпептидного ланцюга білка становить 116 амінокислот, а молекулярна маса — 13 498.
| 10         |  | 20         |  | 30         |  | 40         |  | 50         |
| ---------- |  | ---------- |  | ---------- |  | ---------- |  | ---------- |
| MGTLPARRHI |  | PPWVKVPEDL |  | KDPEVFQVQT |  | RLLKAIFGPD |  | GSRIPYIEQV |
| SKAMLELKAL |  | ESSDLTEVVV |  | YGSYLYKLRT |  | KWMLQSMAEW |  | HRQRQERGML |
| KLAEAMNALE |  | LGPWMK     |  |            |  |            |  |            |

A: Аланін

D: Аспарагінова кислота

E: Глутамінова кислота

F: Фенілаланін

G: Гліцин

H: Гістидин

I: Ізолейцин

K: Лізин

L: Лейцин

M: Метіонін

N: Аспарагін

P: Пролін

Q: Глутамін

R: Аргінін

S: Серин

T: Треонін

V: Валін

W: Триптофан

Кодований геном білок за функцією належить до білків розвитку. 
Білок має сайт для зв'язування з РНК. 
Локалізований у цитоплазмі.